# Parafia św. Michała Archanioła w Werbkowicach

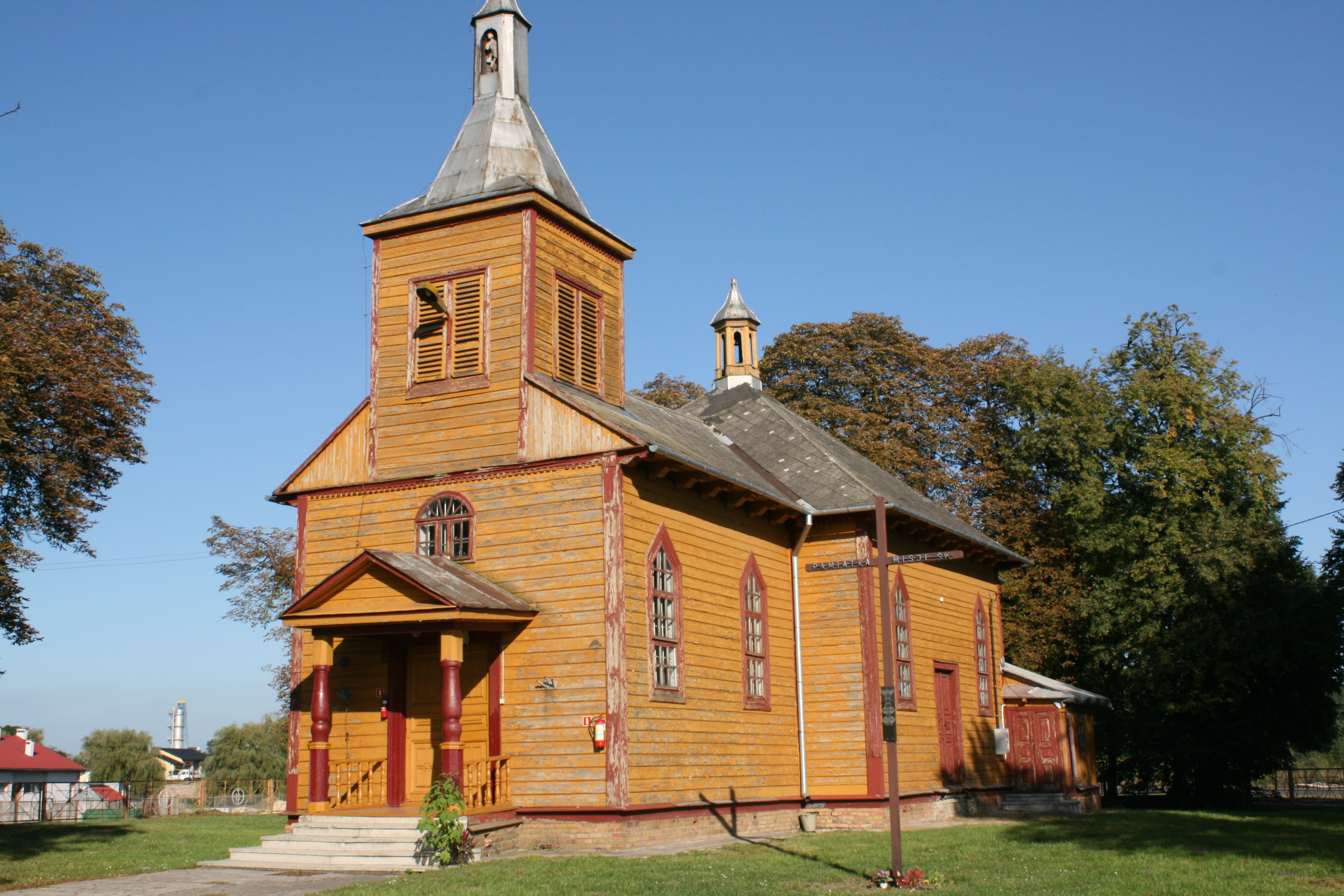
Dawny kościół parafialny i cerkiew

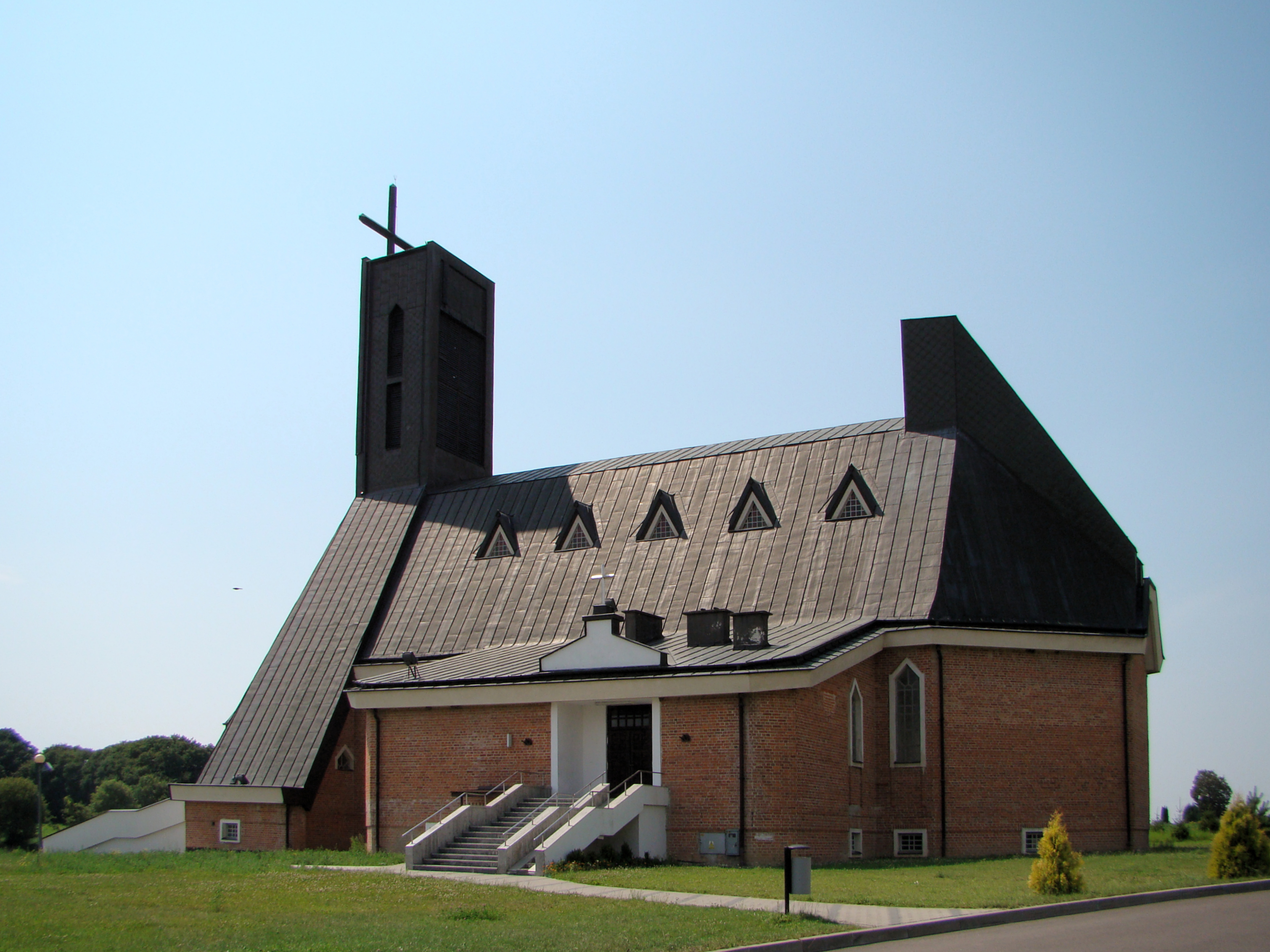
Obecny kościół parafialny - widok z boku

Parafia św. Michała Archanioła w Werbkowicach – rzymskokatolicka parafia znajdująca się w Werbkowicach. Należy do dekanatu Hrubieszów – Południe diecezji zamojsko-lubaczowskiej.
Do parafii należą wierni z następujących miejscowości: Alojzów (część), Łysa Góra, Strzyżowice, Terebiniec (część), Werbkowice, Wilków, Kolonia Wilków (Wilków).

## Historia
Historia parafii związana jest z dziejami całej miejscowości. Przez długie lata na terenie Werbkowic działała parafia greckokatolicka. W 1864 roku Antoni Szydłowski ufundował nową cerkiew. Po likwidacji unickiej diecezji chełmskiej świątynia przeszła w ręce prawosławnych. W czasie I wojny światowej cerkiew służyła m.in. wojskom austriackim za kwaterę i kuchnię. 15 sierpnia 1918 dawna cerkiew została zrewindykowana przez Kościół katolicki i wyświęcona ponownie jako kościół. Pierwsze nabożeństwo łacińskie w byłej cerkwi odprawiono 15 sierpnia 1919. 7 listopada 1919 Marian Leon Fulman erygował parafię pw. św. Michała Archanioła w Werbkowicach.
W okresie międzywojennym została przebudowana wieża, usunięto prawosławne malowidła oraz ogrodzono kościół i cmentarz. W 1937 roku zostały zorganizowane misje święte. Kiedy wybuchła II wojna światowa, proboszczem był Franciszek Zenta, który musiał opuścić budynek świątyni, którą zajęli Ukraińcy. Plebania została zamieniona na posterunek ukraińskiej milicji.
4 lutego 1945 z Sokołowa do Werbkowic przybył Franciszek Klinger. Kościół był zniszczony, lecz wkrótce przystąpiono do remontu. Oprócz sprzętów liturgicznych, przywieziony został obraz Matki Bożej Nieustającej Pomocy. 18 marca 1945 kościół został poświęcony przez ks. Klingera za pozwoleniem Kurii. Pierwsza uroczystość odpustowa odbyła się 1 lipca 1956. W 1986 roku Klinger został przeniesiony na emeryturę, a jego następcą został Adam Marek, który kontynuował inicjatywy duszpasterskie i gospodarcze poprzednika.
13 listopada 1987 wydano pozwolenie na budowę nowego kościoła. 10 kwietnia 1988 ówczesny kanclerz diecezji lubelskiej, Franciszek Przytuła, odprawił mszę św. na placu budowlanym. 23 kwietnia 1989 odbyła się uroczystość wmurowania kamienia węgielnego pod budowę nowego kościoła, poświęcenia dokonał bp Piotr Hemperek. 29 czerwca 1997 bp Jan Śrutwa dokonał konsekracji nowej świątyni. Pomimo wybudowania nowego kościoła, w 2009 roku zostało założone Stowarzyszenie Na Rzecz Remontu Drewnianego Kościoła Zabytkowego w Werbkowicach i zorganizowana zbiórka pieniędzy. W 2017 stowarzyszenie zostało rozwiązane.
Przez lata obszar parafii stopniowo ulegał pomniejszeniu na rzecz parafii w: Hostynnem, Terebiniu i Gozdowie.
Do obchodów stulecia wspólnota parafialna przygotowywała się już od początku roku. Została zorganizowana wystawa pod hasłem: „Oto siewca wyszedł siać…”, która prezentowała wiele pamiątek z ostatniego wieku istnienia parafii. 7 listopada 2019 odbyła się uroczystość jubileuszowa. Mszę celebrował bp Mariusz Leszczyński.
Do parafii przynależy cmentarz o powierzchni 2,27 hektara.

## Duszpasterze

### Proboszczowie
ks. Józef Sikorski (1919–1923)
ks. Jan Stromke (1923–1924)
ks. Walenty Machoń (1923?)
ks. Kazimierz Czekański (1923/1924 – 27 września 1930)
ks. Piotr(?) Tarkowski (1930)
ks. Andrzej Morusa (1930–1932)
ks. Franciszek Zenta (1932–1944)
ks. Wojciech Zwolak (1944–1946)
ks. Franciszek Klinger (1946–1986)
ks. Adam Marek (23 kwietnia 1986 – 12 czerwca 2001)
ks. Tomasz Rogowski (12 czerwca 2001 – 23 czerwca 2008)
ks. Marian Oszust (23 czerwca 2008 – 26 czerwca 2010)
ks. Adam Siedlecki (26 czerwca 2010 – 16 sierpnia 2017)
ks. Stanisław Kupczak (od 16 sierpnia 2017)

### Wikariusze
ks. Kazimierz Ostrzyżek (1952–1956)
ks. Henryk Józefko (1956–1957)
ks. Zdzisław Kaleński (30 czerwca 1957 – 4 sierpnia 1957)
ks. Aleksander Baca (1957–1963)
ks. Jan Bednara (1961–1965)
ks. Kazimierz Florek (1963–1965)
ks. Józef Dobrowolski (5 lipca 1965 – 26 sierpnia 1975)
ks. Czesław Biziorek (2 października 1965 – 29 września 1975)
ks. Jan Świś (1967–1969)
ks. Marian Luniak (1969–1982)
ks. Bolesław Michalski (1982–1985)
ks. Aleksander Tabaka (1987–1989)
ks. Leszek Szuba (1988–1991)
ks. Leszek Żelazny (1991–1994)
ks. Stanisław Solilak (1994–1998)
ks. Krzysztof Górniak (1995–1996)
ks. Stanisław Ciupak (17 czerwca 1996 – 19 czerwca 1997)
ks. Stanisław Bełz (1997–2000)
ks. Daniel Pachla (2000–2007)
ks. Waldemar Górski (2000–2005)
ks. Tomasz Migas (2005 – 23 sierpnia 2008)
ks. Waldemar Pietrucha (2007 – 19 sierpnia 2009)
ks. Paweł Zubrzycki (28 czerwca 2008 – 22 czerwca 2009)
ks. Grzegorz Kowalski (19 sierpnia 2009 – 2010)
ks. Marek Krzyżan (22 czerwca 2009 – 2011)
ks. Zbigniew Gaca (2010–2011)
ks. Mariusz Dziadosz (2011 – 19 sierpnia 2015)
ks. Stanisław Burda (28 czerwca 2011 – 19 sierpnia 2015)
ks. Jan Borysowski (2012–2013)
ks. Andrzej Łuszcz (2013–2014)
ks. Krzysztof Groszek (2015 – 16 sierpnia 2017)
ks. Krzysztof Augustynek (2015 – 16 sierpnia 2019)
ks. Marcin Lewczuk (16 sierpnia 2017 – 16 sierpnia 2021)
ks. Konrad Zalewski (od 16 sierpnia 2021)

## Duchowni pochodzący z parafii
ks. Marek Żur
ks. Dariusz Soniak
ks. Robert Dragan
ks. Miłosław Żur
ks. Grzegorz Kawarski
ks. Krzysztof Bylina
ks. Adam Palonka
ks. Rajmund Cur
ks. Jacek Wentczuk (diec. drohiczyńska)
ks. Sławomir Wentczuk (diec. drohiczyńska)
o. Paweł Działa OFMCap
s. Alina Kawa OSU
s. Anna Kawa OSU
s. Emmanuela Kulerz SIC

## Ruchy i stowarzyszenia
W parafii działają:
- Koła Żywego Różańca
- Krąg biblijny (dorosłych)
- Lektorzy
- Ministranci
- Parafialne Koło Caritas